# Willie Blount

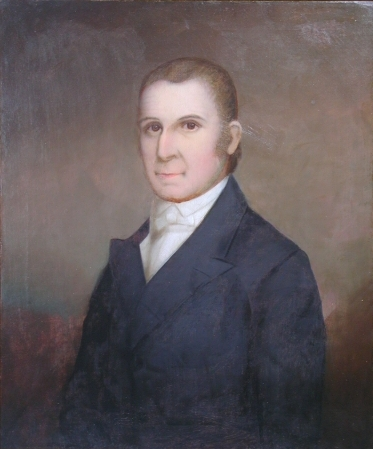
Willie Blount

Willie Blount (* 18. April 1768 im Bertie County, Province of North Carolina; † 10. September 1835 in Nashville, Tennessee) war ein amerikanischer Politiker und vierter Gouverneur von Tennessee.

## Jugend
Willie Blount war der jüngere Halbbruder von William Blount, dem früheren Gouverneur des sogenannten Südwest-Territoriums, aus dem dann der Staat Tennessee entstand. Er studierte Jura an den Universitäten in Princeton und Columbia.

## Politischer Aufstieg
Als der ältere Blount 1790 Gouverneur des Südwest Territoriums wurde, wurde Willie einer von drei Privatsekretären seines Bruders. Nachdem Tennessee 1796 als neuer Bundesstaat in die USA aufgenommen worden war, wurde er Richter. Von 1807 bis 1809 war er Abgeordneter im Parlament seines Staates.

## Gouverneur von Tennessee
Im Jahr 1809 wurde er als Nachfolger von John Sevier zum vierten Gouverneur von Tennessee gewählt. Nach zwei erfolgreichen Wiederwahlen 1811 und 1813 blieb er insgesamt 6 Jahre in diesem Amt. Eines seiner Ziele als Gouverneur war die Besiedlung des großen Landes durch weiße Zuwanderer. Er unterstützte seinen Freund Andrew Jackson mit Geld und Soldaten bei dessen Kampf gegen die Creek-Indianer. Während des Krieges von 1812 unterstützte er die Bundesregierung mit $37,000 und 2000 Soldaten. Nach dem Ende seiner dritten Amtszeit zog er sich in das Montgomery County zurück.
Nach ihm sind Blount County und Blountsville in Alabama benannt.

## Lebensabend und Tod
1827 kandidierte er nochmals für das Amt des Gouverneurs, unterlag aber Sam Houston. 1834 war er Delegierter auf einem Kongress, der die Verfassung von Tennessee überarbeitete. Die neue Verfassung gab der Regierung und dem Gouverneur größere Befugnisse. Am 10. September 1835 starb der Ex-Gouverneur in Nashville.